# Liste des comtes et vicomtes d'Albi
 (juin 2021).
 (août 2022).
La mise en forme du texte ne suit pas les recommandations de Wikipédia : il faut le « wikifier ».
Les points d'amélioration suivants sont les cas les plus fréquents. Le détail des points à revoir est peut-être précisé sur la page de discussion.
- Les titres sont pré-formatés par le logiciel. Ils ne sont ni en capitales, ni en gras.
- Le texte ne doit pas être écrit en capitales (les noms de famille non plus), ni en gras, ni en italique, ni en « petit »…
- Le gras n'est utilisé que pour surligner le titre de l'article dans l'introduction, une seule fois.
- L'italique est rarement utilisé : mots en langue étrangère, titres d'œuvres, noms de bateaux, etc.
- Les citations ne sont pas en italique mais en corps de texte normal. Elles sont entourées par des guillemets français : « et ».
- Les listes à puces sont à éviter, des paragraphes rédigés étant largement préférés. Les tableaux sont à réserver à la présentation de données structurées (résultats, etc.).
- Les appels de note de bas de page (petits chiffres en exposant, introduits par l'outil «  Source ») sont à placer entre la fin de phrase et le point final[comme ça].
- Les liens internes (vers d'autres articles de Wikipédia) sont à choisir avec parcimonie. Créez des liens vers des articles approfondissant le sujet. Les termes génériques sans rapport avec le sujet sont à éviter, ainsi que les répétitions de liens vers un même terme.
- Les liens externes sont à placer uniquement dans une section « Liens externes », à la fin de l'article. Ces liens sont à choisir avec parcimonie suivant les règles définies. Si un lien sert de source à l'article, son insertion dans le texte est à faire par les notes de bas de page.
- La présentation des références doit suivre les conventions bibliographiques. Il est recommandé d'utiliser les modèles {{Ouvrage}}, {{Chapitre}}, {{Article}}, {{Lien web}} et/ou {{Bibliographie}}. Le mode d'édition visuel peut mettre en forme automatiquement les références.
- Insérer une infobox (cadre d'informations à droite) n'est pas obligatoire pour parachever la mise en page.

Pour une aide détaillée, merci de consulter Aide:Wikification.
Si vous pensez que ces points ont été résolus, vous pouvez retirer ce bandeau et améliorer la mise en forme d'un autre article.
La liste des comtes et vicomtes d'Albi couvre une période du IXe au XIIIe siècle, jusqu'à ce que le comté passe aux comtes de Toulouse, et que le vicomté soit rattaché au domaine royal en 1226.

## Comtes d'Albi
cité en 864 : Ermengaud
Garsende, mariée à Eudes († 918), comte de Toulouse.
Le comté d'Albi passe aux comtes de Toulouse, qui finissent par confier la vicomté à un de leurs fidèles, Aton II, tout en conservant le titre de comte d'Albi.

## Vicomtes d'Albi
942 : Aton II, fils de Bernard Aton Ier, vicaire d'Alzonne, lui-même apparenté à Aton Ier, vicaire d'Alzonne.
peut-être mariée à Diafronisse.
972 : Siguin, fils probable d'Aton II et fils certain de Diafronisse
972 : Bernard Aton II, vicomte d'Albi et de Nîmes, frère du précédent
marié à Gaucia, et père d'Aton III et de Frothaire, évêque d'Albi en 972 et de Nîmes de 987 à 1016
av.993-1032 : Aton III († 1032), vicomte d'Albi et de Nîmes, fils du précédent.
marié à Gerberge, père de Bernard Aton III et de Frothaire II, évêque de Nîmes de 1027 à 1077
1032-ap.1050 : Bernard Aton III, vicomte d'Albi et de Nîmes, fils du précédent.
marié à Raingarde, père de Raimond-Bernard, qui prend le surnom de Trencavel.

### Maison Trencavel
ap.1050-1074 : Raimond-Bernard Trencavel († 1074), vicomte d'Albi et de Nîmes, fils du précédent.
marié à Ermengarde († 1099), vicomtesse de Carcassonne, de Béziers et d'Agde, fille de Pierre Raymond, comte de Carcassonne. Père de Bernard Aton IV.
1099-1129 : Bernard Aton IV Trencavel († 1129), vicomte d'Albi, de Béziers, de Carcassonne, de Nîmes et d'Agde, fils de la précédente.
marié à Cécile de Provence († 1150), fille de Bertrand II, comte de Provence
1129-1150: Roger Ier Trencavel († 1150), vicomte d'Albi et de Carcassonne, fils du précédent.
marié à Bernarde de Comminges, fille de Bernard Ier, comte de Comminges et de Dias de Samatan.
1150-1167: Raimond Ier Trencavel († 1167), vicomte de Béziers, puis d'Albi et de Carcassonne, frère du précédent.
marié à Adélaïde.

Famille Trencavel

1167-1194 : Roger II Trencavel († 1194), vicomte d'Albi, de Béziers et de Carcassonne, fils du précédent.
marié à Adélaïde de Toulouse, fille de Raymond V, comte de Toulouse, et de Constance de France.
1194-1209 : Raimond-Roger Trencavel († 1210), vicomte d'Albi, de Béziers et de Carcassonne, fils du précédent.
marié à Agnès de Montpellier, fille de Guilhem VII, seigneur de Montpellier, et d'Inès de Castille.
La croisade des Albigeois entre dans ses vicomtés vainc Raimond-Roger Trencavel, et attribue ses vicomtés à un des croisés, Simon de Montfort.

### Maison de Montfort

Maison de Montfort

1209-1218 : Simon de Montfort († 1218), seigneur de Montfort, vicomte d'Albi, de Béziers et de Carcassonne.
marié à Alix de Montmorency, fille de Bouchard IV, seigneur de Montmorency et de Laurette de Hainaut.
1218-1224 : Amaury de Montfort († 1241), comte de Montfort, vicomte d'Albi, de Béziers et de Carcassonne, fils du précédent.

En 1224, il cède ses vicomtés au roi Louis VIII de France qui les rattache au domaine royal en 1226.

## Sources
- Christian Settipani, La Noblesse du Midi Carolingien, Oxford, Linacre College, Unit for Prosopographical Research, coll. « Occasional Publications / 5 », 2004, 388 p. (ISBN 1-900934-04-3), p. 21, 150 à 152
- Foundation for Medieval Genealogy : Comtes et Vicomtes d'Albi